# Gal On
Gal On (hebrejsky גַּלְ אוֹן nebo psáno dohromady גַּלְאוֹן, doslova „Vlna síly“, v oficiálním přepisu do angličtiny Gal'on) je vesnice typu kibuc v Izraeli, v Jižním distriktu, v Oblastní radě Jo'av.

## Geografie
Leží v nadmořské výšce 202 metrů v pahorkatině Šefela. Jižně od vesnice protéká potok Nachal Guvrin.
Obec se nachází 27 kilometrů od břehu Středozemního moře, cca 50 kilometrů jihojihovýchodně od centra Tel Avivu, cca 40 kilometrů jihozápadně od historického jádra Jeruzalému a 8 kilometrů severovýchodně od města Kirjat Gat. Gal On obývají Židé, přičemž osídlení v tomto regionu je etnicky převážně židovské.
Gal On je na dopravní síť napojen pomocí lokální silnice číslo 353. Západně od vesnice probíhá dálnice číslo 6 (Transizraelská dálnice).

## Dějiny

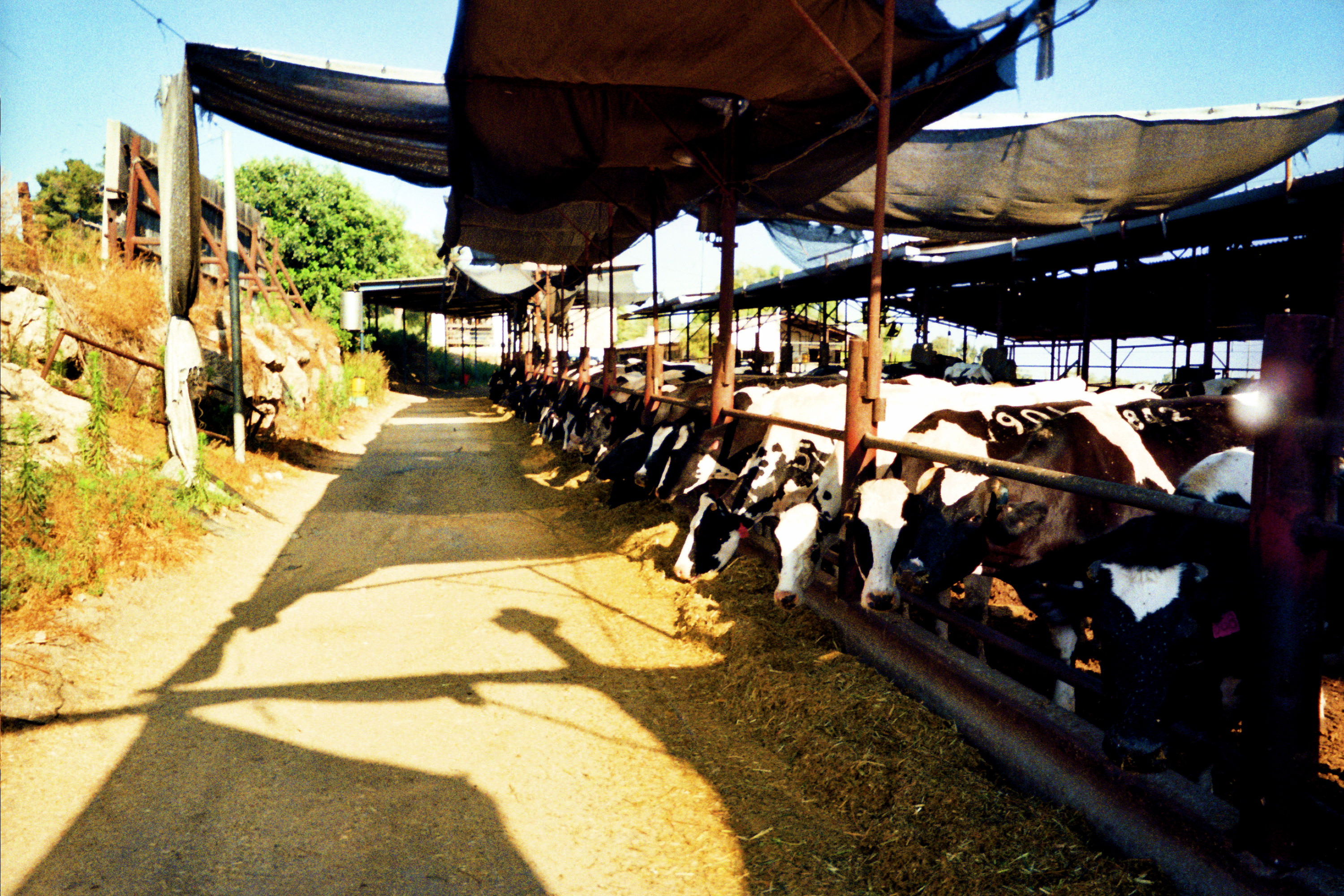
Chov dobytka v kibucu Gal On

Gal On byl založen v roce 1946. K jeho vzniku došlo během svátků Jom kipur, 6. října 1946. Kibuc byl zřízen na pozemcích Židovského národního fondu. Šlo o jednu ze součástí osidlovací vlny 11 bodů v Negevu, jejímž cílem bylo rozšířit židovské pozice i do polopouštní krajiny na severním okraji pouště Negev. Zakladateli vesnice byla skupina Židů z Polska, napojených na hnutí ha-Šomer ha-Ca'ir, kteří do tehdejší mandátní Palestiny přišli ve 30. letech 20. století a původně se usídlili v osadě Nes Cijona.
Během války za nezávislost v roce 1948 byl kibuc napaden egyptskou invazní armádou, ale nakonec tuto oblast ovládla izraelská armáda. V roce 1948 došlo také k vysídlení arabské populace z okolní krajiny.
Koncem 40. let měl kibuc rozlohu katastrálního území 3 000 dunamů (3 kilometry čtvereční). Po vzniku státu Izrael posílila populaci vesnice skupina židovských imigrantů, kteří se předtím plavili na lodi Exodus. Přišli také další členové ha-Šomer ha-Ca'ir z jiných zemí.
Rozmach zemědělství dlouhodobě komplikoval nedostatek vody. Místní studna měla kapacitu jen 60 000 kubických metrů ročně. Situace se zlepšila až po dobudování Národního rozvaděče vody. V roce 2000 prošel kibuc, postižený v té době ekonomickou a demografickou krizí, privatizací a zbavil se prvků kolektivismu v hospodaření. Místní ekonomika je založena na zemědělství, část populace za prací dojíždí mimo obec, rozvíjí se turistický ruch (ubytování pro turisty). Poblíž kibucu probíhají v lokalitě Tel Zejta archeologické vykopávky.

## Demografie
Podle údajů z roku 2014 tvořili naprostou většinu obyvatel ve Gal On Židé - cca 300 osob (včetně statistické kategorie "ostatní", která zahrnuje nearabské obyvatele židovského původu ale bez formální příslušnosti k židovskému náboženství, cca 400 osob).
Jde o menší obec vesnického typu s dlouhodobě stagnující populací. K 31. prosinci 2014 zde žilo 368 lidí. Během roku 2014 populace stoupla o 7,0 %.
| Rok            | 1948 | 1961 | 1972 | 1983 | 1995 | 2001 | 2003 | 2004 | 2005 | 2006 | 2007 | 2008 | 2009 | 2010 | 2011 | 2012 | 2013 | 2014 |
| -------------- | ---- | ---- | ---- | ---- | ---- | ---- | ---- | ---- | ---- | ---- | ---- | ---- | ---- | ---- | ---- | ---- | ---- | ---- |
| Počet obyvatel | 270  | 356  | 378  | 414  | 366  | 295  | 299  | 307  | 300  | 326  | 344  | 332  | 295  | 303  | 340  | 355  | 344  | 368  |